# Lavaveix-les-Mines
Lavaveix-les-Mines è un comune francese di 822 abitanti situato nel dipartimento della Creuse nella regione della Nuova Aquitania.

## Società

### Evoluzione demografica
Abitanti censiti